# Amenaza bajo el mar
Amenaza bajo el mar es una novela de Clive Cussler, publicada en 1996. Es la aventura número 13 protagonizada por Dirk Pitt. El título original en inglés es "Shock Wave" (Onda de choque).

## Argumento
En 1859 se produce el naufragio de un barco británico que transporta condenados a Australia. Dos de los supervivientes consiguen llegar a una isla desierta donde descubren una mina de diamantes. Este hecho dará lugar a la fundación de un imperio familiar dirigido por Arthur Dorsett y sus tres hijas. Una de estas, Maeve, se ha apartado de su familia y alterna su profesión de bióloga con trabajos como guía científica de cruceros por la Antártida. Durante uno de estos viajes, un grupo de turistas muere repentinamente por causas misteriosas y la propia Maeve, junto a unos pocos, es rescatada por Dirk Pitt. A partir de entonces las investigaciones de Pitt pondrán al descubierto una monstruosa trama de ambición y codicia cuyo centro se halla precisamente en las minas de diamante de la familia Dorsett.